# سايلم
سالم (بالإنجليزية: Salem) هي عاصمة ولاية أوريغون الأمريكية، ومقر مقاطعة ماريون. وهي تقع في وسط وادي ويلاميت بجانب نهر ويلاميت الذي يمتد شمالا عبر المدينة. ويشكل النهر الحدود بين مقاطعات ماريون وبولك، ويفصل المدينة عن مدينة ويست سايلم في مقاطعة بولك. تأسست سايلم في عام 1842، وأصبحت عاصمة إقليم أوريغون في عام 1851، وتم إدراجها في عام 1857.
بلغ عدد سكانها 154,637 نسمة في تعداد عام 2010، مما يجعلها ثالث أكبر مدينة في الولاية بعد بورتلاند ويوجين. وتبعد سايلم مسافة ساعة بالسيارة تقريبا من بورتلاند. سايلم هي المدينة الرئيسية في منطقة سايلم العمرانية الإحصائية، وهي منطقة حضرية تغطي مقاطعات ماريون وبولك  وبلغ عدد سكانها مجتمعة 390,738 نسمة في تعداد عام 2010. ووفقا لتقديرات عام 2013، فقد بلغ عدد سكان العاصمة 400,408 نسمة، وهي ثاني أكبر منطقة عمرانية في الولاية.
المدينة هي موطن جامعة ويلاميت، جامعة كوربان، وكلية تشيميكيتا المجتمعية. حكومة ولاية أوريغون هي أكبر مصدر للوظائف العامة في المدينة، والقطاع الصحي هو أكبر مصدر للوظائف الخاصة. النقل يشمل النقل العام من خط سايلم-كيزر، خدمة أمتراك للحافلات، والسفر الجوي غير التجاري في ماكناري فيلد. وتشمل الطرق الرئيسية الطريق السريع 5، وطريق أوريغون 99E، وطريق أوريغون 22، الذي يربط غرب سايلم عبر نهر ويلاميت عبر جسور شارع ماريون وشارع سنتر.

## المناخ
يظهر الجدول التالي التغييرات المناخية على مدار السنة لسايلم:
| البيانات المناخية لـسايلم                                 | البيانات المناخية لـسايلم | البيانات المناخية لـسايلم | البيانات المناخية لـسايلم | البيانات المناخية لـسايلم | البيانات المناخية لـسايلم | البيانات المناخية لـسايلم | البيانات المناخية لـسايلم | البيانات المناخية لـسايلم | البيانات المناخية لـسايلم | البيانات المناخية لـسايلم | البيانات المناخية لـسايلم | البيانات المناخية لـسايلم | البيانات المناخية لـسايلم |
| الشهر                                                     | يناير                     | فبراير                    | مارس                      | أبريل                     | مايو                      | يونيو                     | يوليو                     | أغسطس                     | سبتمبر                    | أكتوبر                    | نوفمبر                    | ديسمبر                    | المعدل السنوي             |
| --------------------------------------------------------- | ------------------------- | ------------------------- | ------------------------- | ------------------------- | ------------------------- | ------------------------- | ------------------------- | ------------------------- | ------------------------- | ------------------------- | ------------------------- | ------------------------- | ------------------------- |
| الدرجة القصوى °ف (°م)                                     | 68 (20)                   | 72 (22)                   | 80 (27)                   | 93 (34)                   | 100 (38)                  | 105 (41)                  | 108 (42)                  | 108 (42)                  | 104 (40)                  | 93 (34)                   | 74 (23)                   | 72 (22)                   | 108 (42)                  |
| متوسط درجة الحرارة الكبرى °ف (°م)                         | 47.7 (8.7)                | 51.6 (10.9)               | 56.5 (13.6)               | 61.1 (16.2)               | 67.8 (19.9)               | 73.9 (23.3)               | 82.0 (27.8)               | 82.4 (28.0)               | 76.8 (24.9)               | 64.1 (17.8)               | 52.6 (11.4)               | 46.2 (7.9)                | 63.6 (17.6)               |
| المتوسط اليومي °ف (°م)                                    | 41.2 (5.1)                | 43.1 (6.2)                | 46.9 (8.3)                | 50.4 (10.2)               | 56.2 (13.4)               | 61.6 (16.4)               | 67.6 (19.8)               | 67.6 (19.8)               | 62.6 (17.0)               | 53.2 (11.8)               | 45.5 (7.5)                | 40.1 (4.5)                | 53.0 (11.7)               |
| متوسط درجة الحرارة الصغرى °ف (°م)                         | 34.7 (1.5)                | 34.6 (1.4)                | 37.2 (2.9)                | 39.6 (4.2)                | 41.7 (5.4)                | 49.3 (9.6)                | 53.1 (11.7)               | 52.8 (11.6)               | 48.4 (9.1)                | 42.3 (5.7)                | 38.4 (3.6)                | 34.0 (1.1)                | 42.4 (5.8)                |
| أدنى درجة حرارة °ف (°م)                                   | −10 (−23)                 | −4 (−20)                  | 12 (−11)                  | 23 (−5)                   | 25 (−4)                   | 32 (0)                    | 35 (2)                    | 30 (−1)                   | 26 (−3)                   | 19 (−7)                   | 9 (−13)                   | −12 (−24)                 | −12 (−24)                 |
| الهطول إنش (مم)                                           | 5.96 (151)                | 4.56 (116)                | 3.99 (101)                | 2.81 (71)                 | 2.22 (56)                 | 1.54 (39)                 | 0.46 (12)                 | 0.44 (11)                 | 1.28 (33)                 | 3.03 (77)                 | 6.50 (165)                | 6.86 (174)                | 39.64 (1٬007)             |
| متوسط تساقط الثلوج إنش (سم)                               | 0.6 (1.5)                 | 1.7 (4.3)                 | 0 (0)                     | 0 (0)                     | 0 (0)                     | 0 (0)                     | 0 (0)                     | 0 (0)                     | 0 (0)                     | 0 (0)                     | 0.1 (0.25)                | 1.1 (2.8)                 | 3.5 (8.9)                 |
| متوسط أيام هطول الأمطار (≥ 0.01 in)                       | 17.7                      | 15.0                      | 17.0                      | 14.4                      | 11.9                      | 8.4                       | 2.9                       | 3.1                       | 6.1                       | 11.5                      | 18.1                      | 18.2                      | 144.3                     |
| متوسط الأيام المثلجة (≥ 0.1 in)                           | 0.4                       | 0.7                       | 0                         | 0                         | 0                         | 0                         | 0                         | 0                         | 0                         | 0                         | 0.1                       | 0.7                       | 1.9                       |
| المصدر: NOAA (extremes 1893–present), The Weather Channel |                           |                           |                           |                           |                           |                           |                           |                           |                           |                           |                           |                           |                           |

## توأمة
لسايلم اتفاقيات توأمة مع كل من:
- كاواغويه
- سيمفروبول (1986 - )[10]

## أعلام
- جون زريزان
- غريغوري بريت
- ألفرد كارلتون غيلبرت
- باتريك كارمان
- لاري نورمان
- ديبي أرمسترونغ
- جاستين كيرك
- روبن ريد
- جيري برودوس
- ريد ميتشيل